# NGC 6193
NGC 6193 (другие обозначения — OCL 975, ESO 226-SC20) — рассеянное скопление в созвездии Жертвенник.
Этот объект входит в число перечисленных в оригинальной редакции «Нового общего каталога».